# Laser Brazing
O processo laser brazing é um processo de soldagem híbrido muito semelhante à brasagem convencional. Os mecanismos de capilaridade, os conceitos de molhabilidade, diluição e outros que definem a brasagem convencional continuam válidos nos processos híbridos. A grande diferença que existe entre a brasagem convencional e a brasagem híbrida é atuação simultânea de duas ou mais fontes distintas de calor. 
O aquecimento da região da junta no processo híbrido laser brazing é feito mediante duas fontes distintas, o laser e o efeito joule causado por uma corrente que passa através do metal de adição durante a operação de soldagem. Ressalta-se que nem todos os processos comerciais chamados de laser brazing apresentam a segunda fonte de calor (corrente percorrendo o metal de adição). É comum a denominação de laser brazing hot-wire para o processo que envolve pré-aquecimento do metal de adição.
O intuito de pré-aquecer o metal de adição mediante efeito Joule é justamente viabilizar uma velocidade de brasagem mais alta, uma vez que ao chegar no “spot” do laser, será necessário apenas uma ínfima fração de tempo para que haja a fusão do metal de adição. As correntes empregadas nos processos atuais na indústria automobilística são da ordem de 200 Ampéres, esta corrente corrente suficientemente elevada para em poucos segundos elevar a temperatura do metal de adição em centenas de graus.